# Đội tuyển bóng đá trong nhà quốc gia Bahrain
Đội tuyển bóng đá trong nhà quốc gia Bahrain đại diện cho Bahrain tại các giải đấu bóng đá trong nhà quốc tế và được kiểm soát bởi Hiệp hội bóng đá Bahrain.

## Các giải đấu

### Giải vô địch bóng đá trong nhà thế giới
| Kỷ lục Cúp thế giới | Kỷ lục Cúp thế giới      | Kỷ lục Cúp thế giới      | Kỷ lục Cúp thế giới      | Kỷ lục Cúp thế giới      | Kỷ lục Cúp thế giới      | Kỷ lục Cúp thế giới      | Kỷ lục Cúp thế giới      | Kỷ lục Cúp thế giới      |
| Năm                 | Vòng                     | ST                       | T                        | H                        | B                        | BT                       | BB                       | HS                       |
| ------------------- | ------------------------ | ------------------------ | ------------------------ | ------------------------ | ------------------------ | ------------------------ | ------------------------ | ------------------------ |
| 1989                | Không tham dự            | Không tham dự            | Không tham dự            | Không tham dự            | Không tham dự            | Không tham dự            | Không tham dự            | Không tham dự            |
| 1992                | Không tham dự            | Không tham dự            | Không tham dự            | Không tham dự            | Không tham dự            | Không tham dự            | Không tham dự            | Không tham dự            |
| 1996                | Không tham dự            | Không tham dự            | Không tham dự            | Không tham dự            | Không tham dự            | Không tham dự            | Không tham dự            | Không tham dự            |
| 2000                | Không tham dự            | Không tham dự            | Không tham dự            | Không tham dự            | Không tham dự            | Không tham dự            | Không tham dự            | Không tham dự            |
| 2004                | Không tham dự            | Không tham dự            | Không tham dự            | Không tham dự            | Không tham dự            | Không tham dự            | Không tham dự            | Không tham dự            |
| 2008                | Không tham dự            | Không tham dự            | Không tham dự            | Không tham dự            | Không tham dự            | Không tham dự            | Không tham dự            | Không tham dự            |
| 2012                | Không vượt qua vòng loại | Không vượt qua vòng loại | Không vượt qua vòng loại | Không vượt qua vòng loại | Không vượt qua vòng loại | Không vượt qua vòng loại | Không vượt qua vòng loại | Không vượt qua vòng loại |
| 2016                | Không vượt qua vòng loại | Không vượt qua vòng loại | Không vượt qua vòng loại | Không vượt qua vòng loại | Không vượt qua vòng loại | Không vượt qua vòng loại | Không vượt qua vòng loại | Không vượt qua vòng loại |
| Tổng số             | 0/8                      | 0                        | 0                        | 0                        | 0                        | 0                        | 0                        | 0                        |

### Giải vô địch bóng đá trong nhà châu Á
| Kỷ lục giải vô địch bóng đá trong nhà châu Á | Kỷ lục giải vô địch bóng đá trong nhà châu Á | Kỷ lục giải vô địch bóng đá trong nhà châu Á | Kỷ lục giải vô địch bóng đá trong nhà châu Á | Kỷ lục giải vô địch bóng đá trong nhà châu Á | Kỷ lục giải vô địch bóng đá trong nhà châu Á | Kỷ lục giải vô địch bóng đá trong nhà châu Á | Kỷ lục giải vô địch bóng đá trong nhà châu Á | Kỷ lục giải vô địch bóng đá trong nhà châu Á |
| Năm                                          | Vòng                                         | ST                                           | T                                            | H                                            | B                                            | BT                                           | BB                                           | HS                                           |
| -------------------------------------------- | -------------------------------------------- | -------------------------------------------- | -------------------------------------------- | -------------------------------------------- | -------------------------------------------- | -------------------------------------------- | -------------------------------------------- | -------------------------------------------- |
| 1999                                         | Không tham dự                                | Không tham dự                                | Không tham dự                                | Không tham dự                                | Không tham dự                                | Không tham dự                                | Không tham dự                                | Không tham dự                                |
| 2000                                         | Không tham dự                                | Không tham dự                                | Không tham dự                                | Không tham dự                                | Không tham dự                                | Không tham dự                                | Không tham dự                                | Không tham dự                                |
| 2001                                         | Không tham dự                                | Không tham dự                                | Không tham dự                                | Không tham dự                                | Không tham dự                                | Không tham dự                                | Không tham dự                                | Không tham dự                                |
| 2002                                         | Vòng bảng                                    | 4                                            | 1                                            | 1                                            | 2                                            | 18                                           | 29                                           | -11                                          |
| 2003                                         | Không tham dự                                | Không tham dự                                | Không tham dự                                | Không tham dự                                | Không tham dự                                | Không tham dự                                | Không tham dự                                | Không tham dự                                |
| 2004                                         | Không tham dự                                | Không tham dự                                | Không tham dự                                | Không tham dự                                | Không tham dự                                | Không tham dự                                | Không tham dự                                | Không tham dự                                |
| 2005                                         | Không tham dự                                | Không tham dự                                | Không tham dự                                | Không tham dự                                | Không tham dự                                | Không tham dự                                | Không tham dự                                | Không tham dự                                |
| 2006                                         | Không tham dự                                | Không tham dự                                | Không tham dự                                | Không tham dự                                | Không tham dự                                | Không tham dự                                | Không tham dự                                | Không tham dự                                |
| 2007                                         | Không tham dự                                | Không tham dự                                | Không tham dự                                | Không tham dự                                | Không tham dự                                | Không tham dự                                | Không tham dự                                | Không tham dự                                |
| 2008                                         | Không tham dự                                | Không tham dự                                | Không tham dự                                | Không tham dự                                | Không tham dự                                | Không tham dự                                | Không tham dự                                | Không tham dự                                |
| 2010                                         | Không vượt qua vòng loại                     | Không vượt qua vòng loại                     | Không vượt qua vòng loại                     | Không vượt qua vòng loại                     | Không vượt qua vòng loại                     | Không vượt qua vòng loại                     | Không vượt qua vòng loại                     | Không vượt qua vòng loại                     |
| 2012                                         | Không vượt qua vòng loại                     | Không vượt qua vòng loại                     | Không vượt qua vòng loại                     | Không vượt qua vòng loại                     | Không vượt qua vòng loại                     | Không vượt qua vòng loại                     | Không vượt qua vòng loại                     | Không vượt qua vòng loại                     |
| 2014                                         | Không tham dự                                | Không tham dự                                | Không tham dự                                | Không tham dự                                | Không tham dự                                | Không tham dự                                | Không tham dự                                | Không tham dự                                |
| 2016                                         | Không vượt qua vòng loại                     | Không vượt qua vòng loại                     | Không vượt qua vòng loại                     | Không vượt qua vòng loại                     | Không vượt qua vòng loại                     | Không vượt qua vòng loại                     | Không vượt qua vòng loại                     | Không vượt qua vòng loại                     |
| 2018                                         | Vượt qua vòng loại                           | Vượt qua vòng loại                           | Vượt qua vòng loại                           | Vượt qua vòng loại                           | Vượt qua vòng loại                           | Vượt qua vòng loại                           | Vượt qua vòng loại                           | Vượt qua vòng loại                           |
| Tổng số                                      | 2/15                                         | 4                                            | 1                                            | 1                                            | 2                                            | 18                                           | 29                                           | -11                                          |

### Giải vô địch bóng đá trong nhà Tây Á
| Kỷ lục giải vô địch bóng đá trong nhà Tây Á | Kỷ lục giải vô địch bóng đá trong nhà Tây Á | Kỷ lục giải vô địch bóng đá trong nhà Tây Á | Kỷ lục giải vô địch bóng đá trong nhà Tây Á | Kỷ lục giải vô địch bóng đá trong nhà Tây Á | Kỷ lục giải vô địch bóng đá trong nhà Tây Á | Kỷ lục giải vô địch bóng đá trong nhà Tây Á | Kỷ lục giải vô địch bóng đá trong nhà Tây Á | Kỷ lục giải vô địch bóng đá trong nhà Tây Á |
| Năm                                         | Vòng                                        | ST                                          | T                                           | H                                           | B                                           | BT                                          | BB                                          | HS                                          |
| ------------------------------------------- | ------------------------------------------- | ------------------------------------------- | ------------------------------------------- | ------------------------------------------- | ------------------------------------------- | ------------------------------------------- | ------------------------------------------- | ------------------------------------------- |
| 2007                                        | Không tham dự                               | Không tham dự                               | Không tham dự                               | Không tham dự                               | Không tham dự                               | Không tham dự                               | Không tham dự                               | Không tham dự                               |
| 2009                                        | Hạng tư                                     | 4                                           | 2                                           | 0                                           | 2                                           | 11                                          | 8                                           | +3                                          |
| 2012                                        | Không tham dự                               | Không tham dự                               | Không tham dự                               | Không tham dự                               | Không tham dự                               | Không tham dự                               | Không tham dự                               | Không tham dự                               |
| Tổng số                                     | 1/3                                         | 4                                           | 2                                           | 0                                           | 2                                           | 11                                          | 8                                           | +3                                          |

## Cầu thủ

### Đội hình hiện tại
Các cầu thủ được triệu tập cho Giải vô địch bóng đá trong nhà châu Á 2018.
| 0#0 | Vị trí | Cầu thủ           | Ngày sinh và tuổi | Câu lạc bộ |
| --- | ------ | ----------------- | ----------------- | ---------- |
| 1   | TM     | Sayed Fadhel      |                   | Al-Shabab  |
| 2   | TM     | Yusuf Abdulla     |                   | Al-Najma   |
| 14  | TM     | Sayed Mohamed     |                   |            |
| 3   | FP     | Ali Al-Malki      |                   |            |
| 4   | FP     | Falah Abbas       |                   | Al-Shabab  |
| 5   | FP     | Sayed Hashem      |                   |            |
| 6   | FP     | Ali Saleh         |                   | Al-Najma   |
| 7   | FP     | Abdullah Al-Malki |                   | Al-Najma   |
| 8   | FP     | Mohamed Al-Sandi  |                   | Al-Najma   |
| 9   | FP     | Mohammed Abdulla  |                   | Al-Shabab  |
| 10  | FP     | Jassam Saleh      |                   | Al-Najma   |
| 11  | FP     | Ahmed Abdulnabi   |                   | Al-Shabab  |
| 12  | FP     | Salman Maula      |                   | Al-Najma   |
| 13  | FP     | Ahmed Darwish     |                   |            |

### Đội hình trước
| Giải vô địch bóng đá trong nhà châu Á - Đội hình giải vô địch bóng đá trong nhà châu Á 2018 |